# Saint-Dalmas-le-Selvage
Saint-Dalmas-le-Selvage là một xã ở tỉnh Alpes-Maritimes, vùng Provence-Alpes-Côte d'Azur ở đông nam nước Pháp.